# Вопросы новой экономики
Вопросы новой экономики — специализированный научно-методический журнал по современным экономическим и социально-экономическим вопросам, объединенным общей темой неоэкономики; издание Вятского социально-экономического института.
Основной задачей деятельности журнала является распространение информации о накопленном потенциале тех групп ученых и учебно-научных организаций, для которых журнал является связующим звеном.
Основные направления публикаций журнала:
- теория новой экономики,
- новая мировая экономика,
- процессы глобализации,
- «экономика знаний»,
- финансовая экономика (финансомика),
- инновационные процессы,
- модернизация России,
- прогнозы и стратегии социально-экономического развития,
- практика предпринимательства,
- новые инструменты маркетинга и менеджмента,
- экономическая теория,
- актуальные вопросы образования,
- научные дискуссии,
- отклики и рецензии.

Особое внимание привлекает специальная рубрика «Дискуссионная кафедра», в рамках которой на страницах журнала ведется диалог авторов по спорным вопросам, касающимся как научной терминологии, так и сугубо практических вопросов.
Журнал «Вопросы новой экономики» зарегистрирован в федеральной службе по надзору в сфере связи, информационных технологий и массовых коммуникаций.
Журнал включен в перечень российских рецензируемых научных журналов, в которых должны быть опубликованы основные научные результаты диссертаций на соискание ученых степеней доктора и кандидата наук.
Код ISSN 1994-0556.

## История
В марте 2004 года вышел первый номер журнала, который назывался тогда еще «Межрегиональная группа ученых — институт проблем новой экономики». Через три года название и облик журнала поменялись и приняли тот вид, в котором мы знаем его сейчас, но люди, которые основали и делают для Вас журнал «Вопросы новой экономики», остались те же. Это главный редактор, доктор экономических наук, профессор В. С. Сизов и главный научный редактор, доктор экономических наук, профессор Е. Ф. Авдокушин. Бессменным председателем редакционного совета журнала является доктор экономических наук, профессор, академик РАН С. Ю. Глазьев. В редакционный совет журнала входят ученые и практики с мировым именем.
Появление журнала «Вопросы новой экономики» стало закономерным: он начал выходить именно в тот момент, когда возникла настоятельная необходимость в комплексной модернизации российской экономики посредством инновационного рывка. Требуются внятные определения и категориальный аппарат для новых явлений экономической теории и практики. Понимание феномена новой экономики и выработка стратегии по использованию её механизмов и закономерностей (большинство которых еще нужно выявить и объяснить) крайне важны для настоящего и будущего экономики России. Все это является тем научным предметом, на котором сосредоточены усилия авторов и редакции журнала «Вопросы новой экономики».
2011 год открыл новую веху в жизни журнала: он был включен ВАК в Перечень российских рецензируемых научных журналов, в которых должны быть опубликованы основные научные результаты диссертаций на соискание ученых степеней доктора и кандидата наук. В 2015 году журнал подтвердил статус ВАК и вновь был включен в обновленный Перечень.
27 марта 2014 года в Вятском социально-экономическом институте состоялась презентация научно-методического журнала «Вопросы новой экономики», посвященная его 10-летнему юбилею.

## Главные редакторы
Главный редактор, доктор экономических наук, профессор В. С. Сизов.
Главный научный редактор, доктор экономических наук, профессор Е. Ф. Авдокушин.

## Авторы журнала
- Гжегож В. Колодко
- Д. Е. Сорокин
- С. Ю. Глазьев
- А. И. Агеев
- Ю. М. Осипов
- Е. Ф. Авдокушин

## Награды
Свидетельством признания авторитета журнала является награждение в номинации «За продвижение интеллектуального потенциала Вятки» на ежегодном конкурсе «Вятская книга года» в 2012 г..